# Gare de Milan-Porta Garibaldi
Pour les articles homonymes, voir Garibaldi (homonymie).
La gare de Milan-Porta Garibaldi (en italien, Stazione di Milano Porta Garibaldi) est une gare ferroviaire italienne située à Milan, place Sigmund Freud.
C'est l'une des gares les plus importantes de la ville avec 25 millions de voyageurs chaque année. La gare, qui dispose de 20 voies en surface et de 2 voies souterraines, est desservie par Trenitalia (trains régionaux, nationaux et TGV Frecciarossa) et Trenord (trains régionaux et suburbains), ainsi que par la Société nationale des chemins de fer français (SNCF) avec les TGV reliant Milan à Paris-Gare-de-Lyon.

## Histoire
La gare est ouverte le 5 novembre 1961 pour remplacer l'ancienne gare de Milano Porta Nuova, qui était le terminus des lignes reliant Milan à Gallarate, Varèse et Novare.
Le 20 mars 2006 se sont achevés des importants travaux de rénovation de la gare, avec la construction de nouveaux espaces commerciaux et la rénovation de l'aspect de la structure et du système d'illumination.
Le 27 juin 2010, un tunnel ferroviaire qui permet la liaison directe avec la gare de Milan-Centrale est ouvert.
Jusqu'au 13 décembre 2015, la gare était desservie également par les trains à grande vitesse Italo ; à compter de cette date, la desserte est déplacée en gare de Milan-Centrale.

## Service des voyageurs

### Accueil
La gare est située place Sigmund Freud, près de la Porte Garibaldi des anciens remparts de Milan d'où elle tire son nom.
La gare de Milan-Porta Garibaldi dispose de : un distributeur automatique de titres de transport ; un guichet pour la vente des billets ; un bar ; un kiosque à journaux ; des toilettes ; une pharmacie ; guichets automatiques bancaires ; des services bancaires ; elle est accessible aux personnes à la mobilité réduite.

Installations
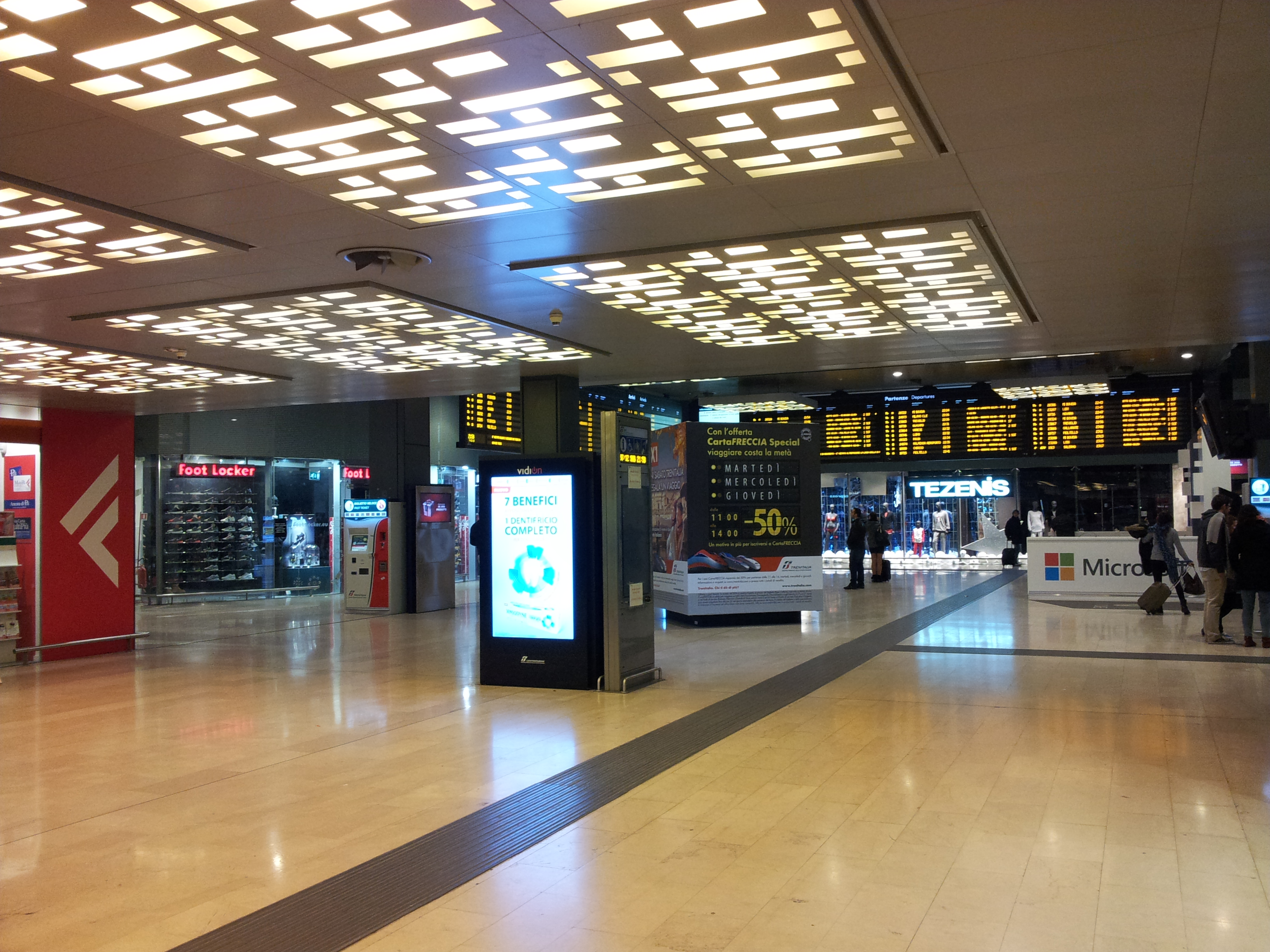
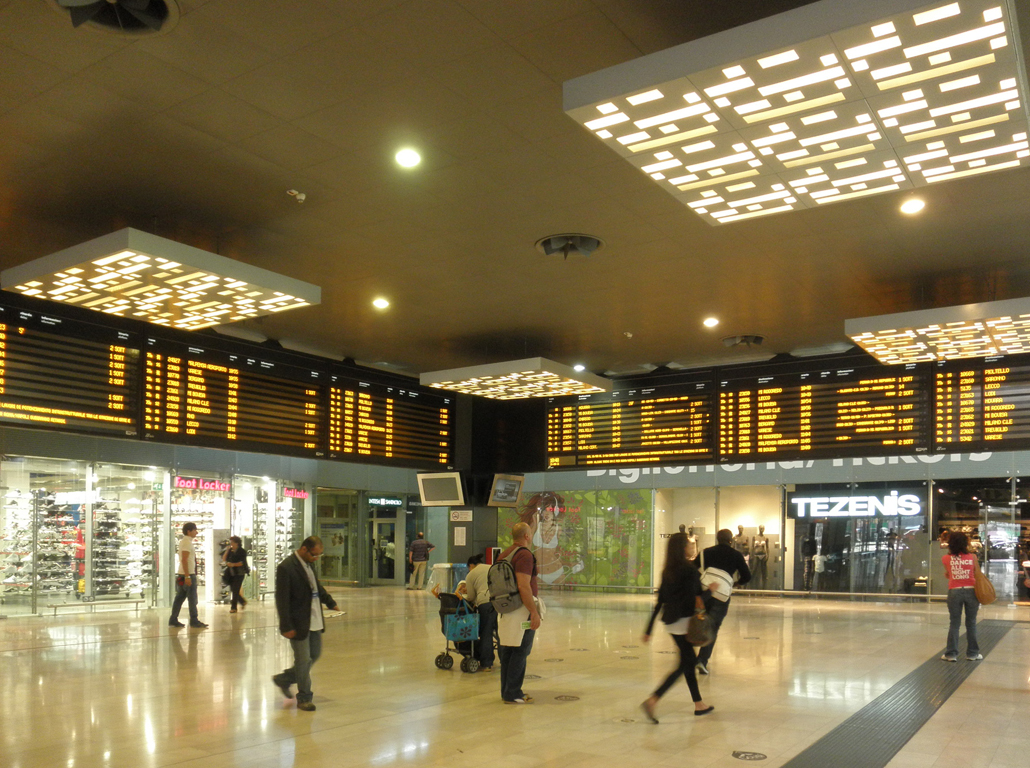
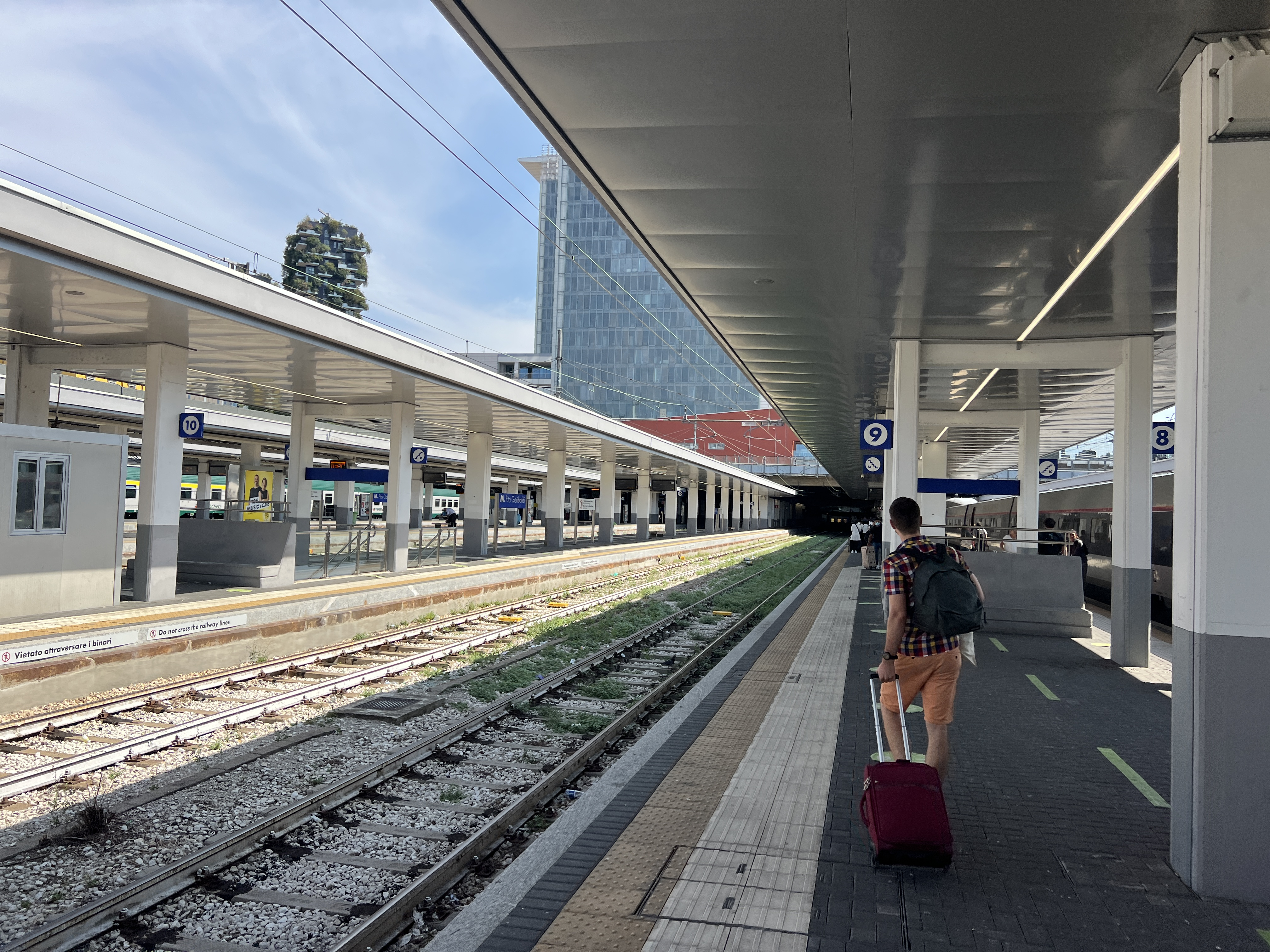

### Desserte

#### Grandes lignes
La gare est desservie par : le TGV inOui assurant la liaison entre Paris et Milan (toutefois, le Frecciarossa relie Paris à Milan-Centrale via Lyon depuis le 18 décembre 2021,) ; plusieurs lignes nationales de trains à grande vitesse, effectuées avec les Frecciarossa, reliant cette gare à Turin (Porta Nuova et Porta Susa), Reggio d'Émilie (Reggio d'Émilie-Mediopadana), Bologne (Bologne-Centrale), Florence (Florence-Santa-Maria-Novella), Rome (Rome-Termini et Rome-Tiburtina), Naples (Naples-Centrale) et Salerne.

#### Régionale
Plusieurs lignes régionales de Trenord reliant cette gare à Bergame, Monza, Varèse, Crémone et Chiasso et beaucoup d'autres destinations.

#### Locale
Les lignes S1, S2, S5, S6, S7, S8, S11, S12 et S13 du Service ferroviaire suburbain de Milan ; le Malpensa Express (liaison directe avec l'aéroport de Milan Malpensa).

### Intermodalité
Elle est en correspondance directe avec la station Garibaldi FS, desservie par la ligne 2 et la ligne 5 du métro de Milan.
À proximité : un arrêt du tramway de Milan est desservi par les lignes 10 et 33 ; des arrêts de bus par les lignes nocturnes NM2, N25 et N26 ; une station service taxi.

## À proximité
En face de la gare s'élève la Tour UniCredit, l’édifice le plus haut d'Italie avec ses 231 m. Les autres gratte-ciels à proximité de la gare sont les Tours Garibaldi, sièges sociaux de la société italienne Maire Tecnimont SpA. Les lieux d’intérêt à proximité de la gare sont : le cimetière monumental de Milan et le Parco Sempione (entrée latérale) à 1 km environ.